# Filmografia de Olivia de Havilland
Olivia de Havilland (1916–2020) foi uma atriz britânico-américo-francesa nascida no Japão. Uma das mais respeitáveis estrelas da chamada Era de Ouro do cinema estadunidense, era uma dentre as poucas que foram contempladas em mais de uma ocasião com o Oscar de melhor atriz. A carreira de de Havilland durou cinquenta e três anos, de 1935 a 1988. Durante esse tempo, ela apareceu em quarenta e nove longas-metragens, e foi uma das principais estrelas da época. Ela é mais conhecida por suas primeiras performances na tela em "The Adventures of Robin Hood" (1938) e "Gone with the Wind" (1939), e suas atuações premiadas posteriores em "To Each His Own" (1946), "The Snake Pit" (1948), e "The Heiress" (1949). De Havilland fez sua estreia cinematográfica na adaptação de "Sonho de Uma Noite de Verão", em 1935. Ela começou sua carreira interpretando mulheres recatadas e ingênuas ao lado dos populares homens viris da época, incluindo Errol Flynn, com quem ela fez "O Capitão Blood" (1935), filme que a fez ter uma visibilidade maior. Eles fizeram mais sete longas-metragens juntos e se tornaram um dos pares românticos mais populares de Hollywood nas telas.

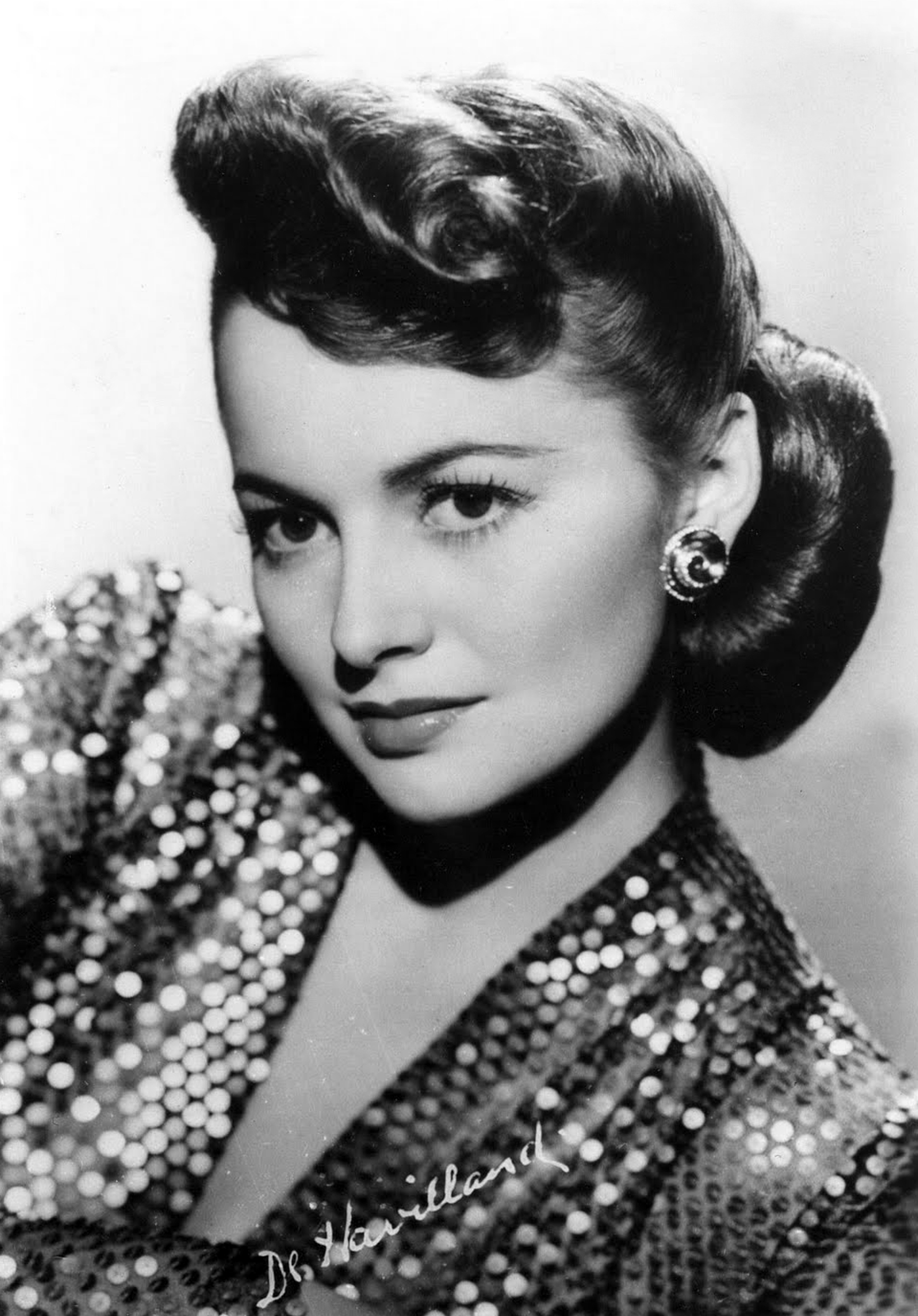
Olivia de Havilland em foto publicitária, c. 1945.

A gama de performances de de Havilland incluiu papéis na maioria dos principais gêneros de filmes. Ela alcançou sua popularidade inicial em filmes de comédia romântica, como "The Great Garrick" (1937) e "Hard to Get" (1938), e em filmes faroestes, como "Dodge City" (1939), "Santa Fe Trail" (1940) e "They Died with Their Boots On" (1941). Sua beleza natural e estilo refinado de atuação a tornaram particularmente eficaz em dramas históricos, como "Adversidade" (1936) e "My Cousin Rachel" (1952), e em filmes de drama romântico, como "Hold Back the Dawn" (1941). Em sua carreira posterior, ela foi mais bem-sucedida em filmes de drama, como "Nascida para o Mal" (1942) e "Light in the Piazza" (1962), e em dramas psicológicos não-glamorosos como "The Dark Mirror" (1946) e "Com a Maldade na Alma" (1964).
Além de sua ativa carreira cinematográfica, de Havilland continuou seu trabalho no teatro, aparecendo três vezes na Broadway, em "Romeu e Julieta" (1951), "George Bernard Shaw" (1952), e "A Gift of Time" (1962), ao lado de Henry Fonda. Também trabalhou na televisão, aparecendo em duas minisséries de sucesso, "Raízes" (1979) e "North and South" (1986); e telefilmes, como "Anastasia: The Mystery of Anna", pelo qual recebeu uma indicação ao Emmy. Durante sua carreira, de Havilland ganhou dois Oscars por "To Each His Own" e "The Heiress", dois Globos de Ouro por "The Heiress" e "Anastasia: The Mystery of Anna", e dois prêmios 
da Associação de Críticos de Nova Iorque por "The Snake Pit" e "The Heiress".
Os títulos em português referem-se a exibições no Brasil e Portugal.

## Palcos
| Ano  | Título                      | Papel                   | Notas            | Ref.   |
| ---- | --------------------------- | ----------------------- | ---------------- | ------ |
| 1934 | Sonho de Uma Noite de Verão | Hérmia                  | Elenco principal | [ 7 ]  |
| 1946 | What Every Woman Wants      | Maggie Wylie            | Elenco principal | [ 8 ]  |
| 1951 | Romeu e Julieta             | Julieta                 | Elenco principal | [ 9 ]  |
| 1952 | Candida                     | Candida                 | Elenco principal | [ 9 ]  |
| 1962 | A Gift of Time              | Lael Tucker Wertenbaker | Elenco principal | [ 10 ] |

## Cinema

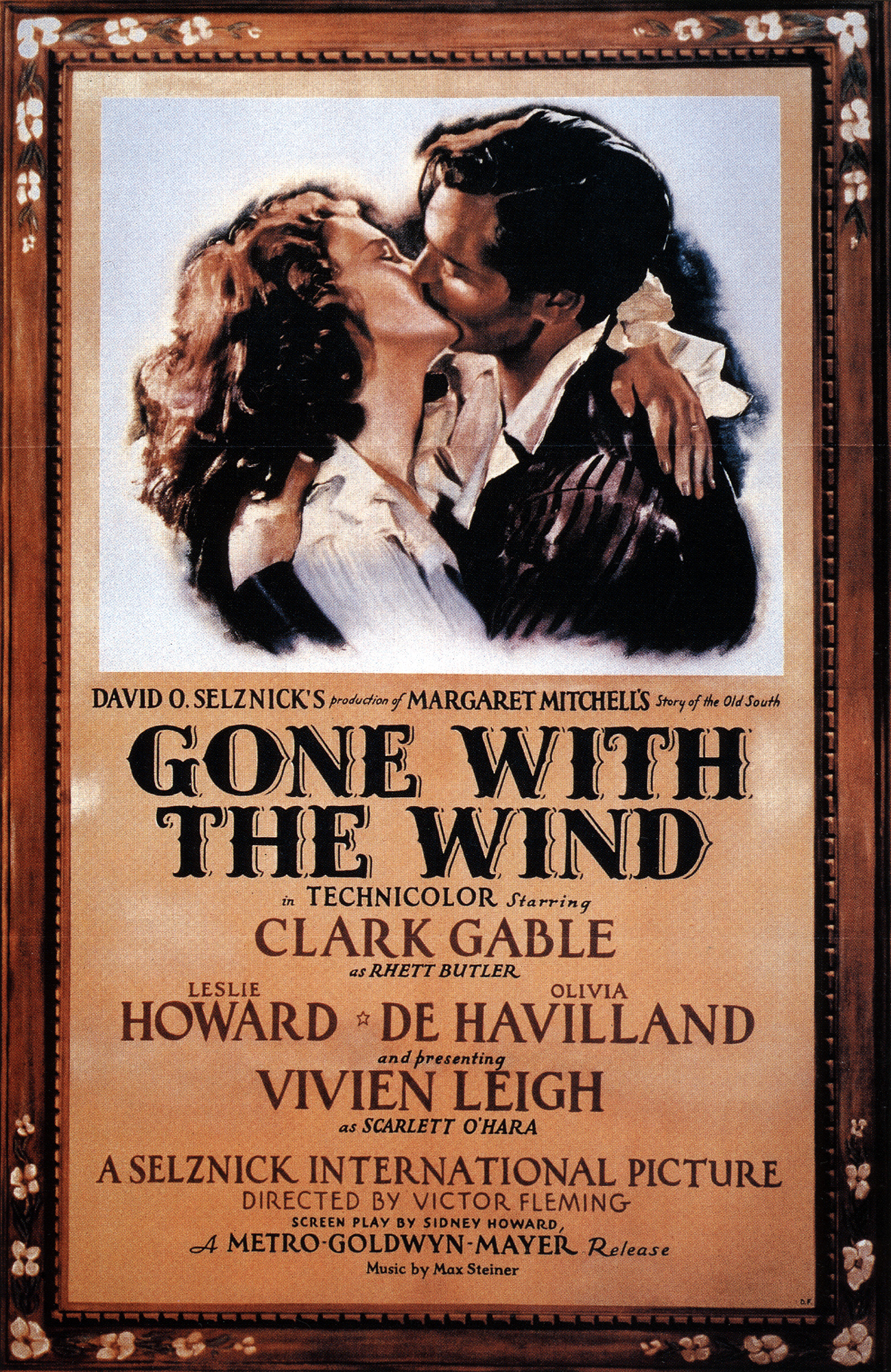
Cartaz promocional de "Gone with the Wind" (1939).

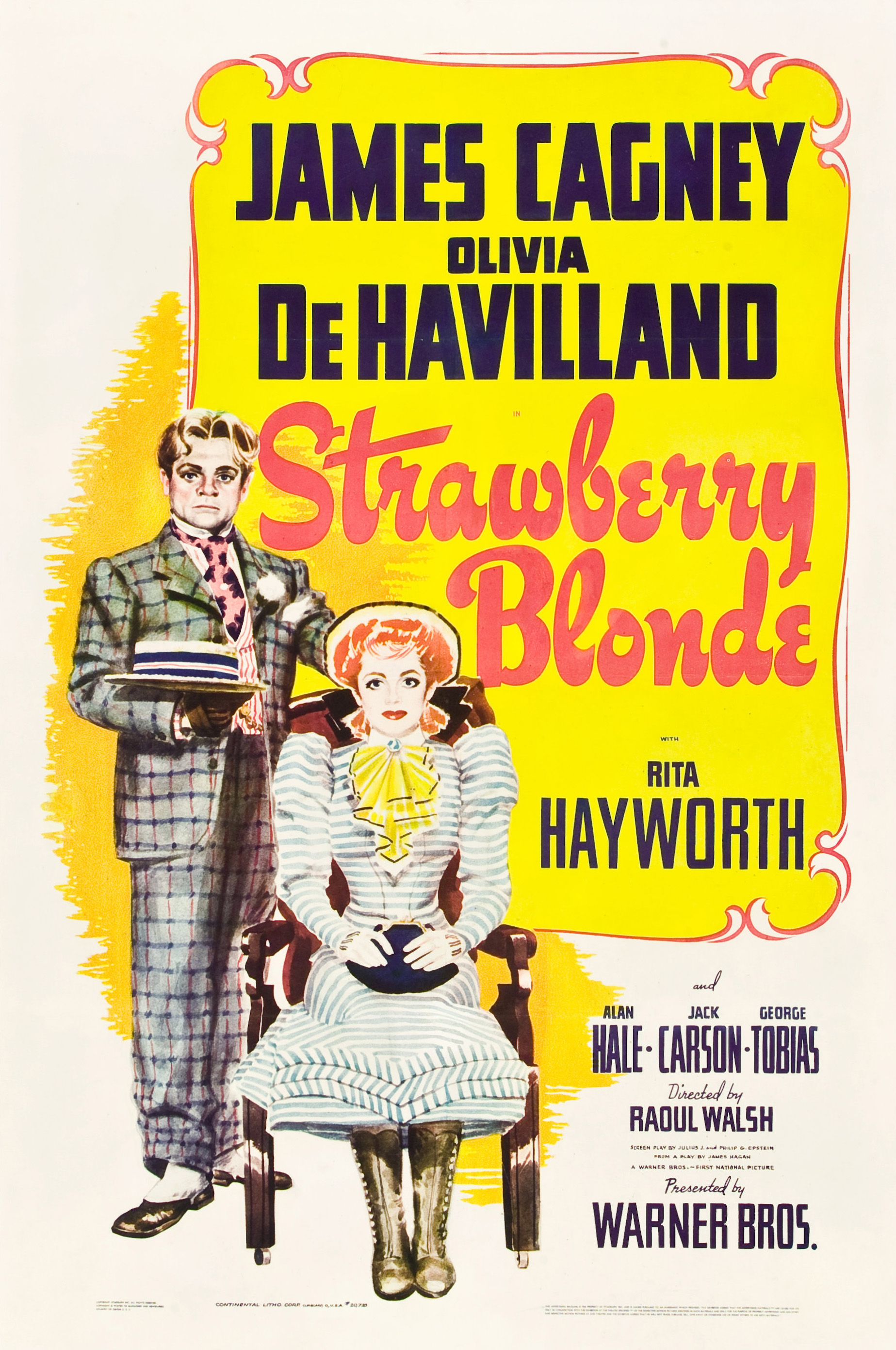
Cartaz promocional de "Uma Loira com Açúcar" (1941).

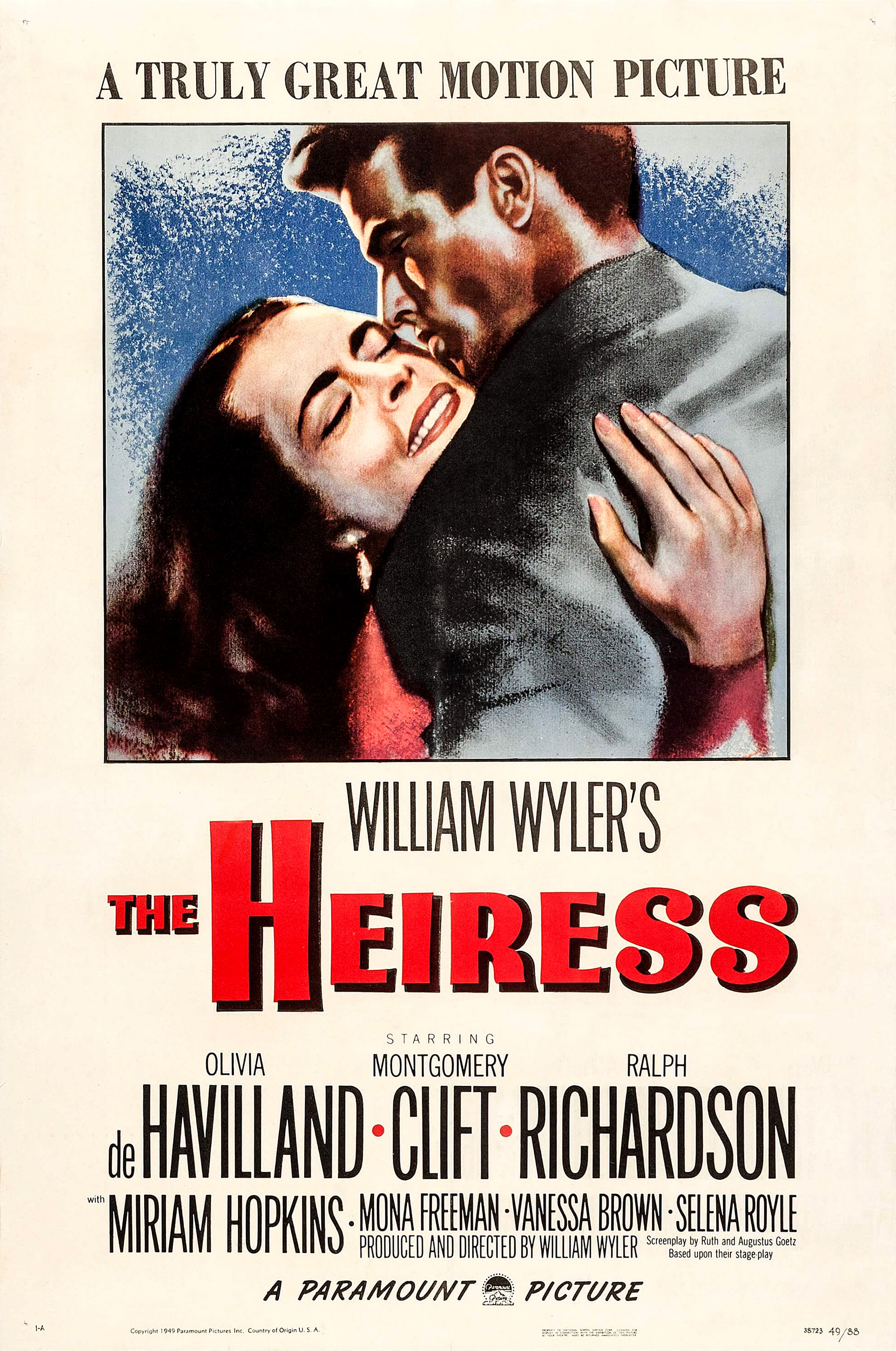
Cartaz promocional de "The Heiress" (1949).

| Ano  | Título                                   | Papel                                  | Notas | Ref.                 |
| ---- | ---------------------------------------- | -------------------------------------- | --- | -------------------- |
| 1935 | Alibi Ike                                | Dolly Stevens                          | Elenco principal | [ 11 ]               |
| 1935 | The Irish in Us                          | Lucille Jackson                        | Elenco principal | [ 12 ]               |
| 1935 | Sonho de Uma Noite de Verão              | Hérmia                                 | Estreia em filmes creditada como "Olivia de Havilland" | [ 14 ]               |
| 1935 | O Capitão Blood                          | Arabella Bishop                        | Elenco principal | [ 15 ]               |
| 1936 | Adversidade                              | Angela Giuseppe                        | Elenco principal | [ 16 ]               |
| 1936 | A Carga da Brigada Ligeira               | Elsa Campbell                          | Elenco principal | [ 17 ]               |
| 1937 | Call It a Day                            | Catherine "Cath" Hilton                | Elenco principal | [ 18 ]               |
| 1937 | It's Love I'm After                      | Marcia West                            | Elenco principal | [ 19 ]               |
| 1937 | The Great Garrick                        | Germaine de la Corbe                   | Elenco principal | [ 20 ]               |
| 1938 | Gold Is Where You Find It                | Serena Ferris                          | Elenco principal | [ 21 ]               |
| 1938 | The Adventures of Robin Hood             | Lady Marian                            | Elenco principal | [ 22 ]               |
| 1938 | Four's a Crowd                           | Lorri Dillingwell                      | Elenco principal | [ 23 ]               |
| 1938 | Hard to Get                              | Margaret "Maggie" Richards             | Elenco principal | [ 24 ]               |
| 1939 | Wings of the Navy                        | Irene Dale                             | Elenco principal | [ 25 ]               |
| 1939 | Dodge City                               | Abbie Irving                           | Elenco principal | [ 26 ]               |
| 1939 | The Private Lives of Elizabeth and Essex | Dama Penelope Gray                     | Elenco principal | [ 27 ]               |
| 1939 | Raffles                                  | Gwen Manders                           | Elenco principal | [ 28 ]               |
| 1939 | Gone with the Wind                       | Melanie Hamilton Wilkes                | Indicada – Oscar de melhor atriz coadjuvante | [ 30 ]               |
| 1940 | My Love Came Back                        | Amelia Cornell                         | Elenco principal | [ 31 ]               |
| 1940 | Santa Fe Trail                           | Kit Carson Holliday                    | Elenco principal | [ 32 ]               |
| 1941 | Uma Loira com Açúcar                     | Amy Lind Grimes                        | Elenco principal | [ 33 ]               |
| 1941 | Hold Back the Dawn                       | Emmy Brown                             | Indicada – Oscar de melhor atriz | [ 34 ]               |
| 1941 | They Died with Their Boots On            | Elizabeth "Libby" Bacon Custer         | Elenco principal | [ 35 ]               |
| 1942 | Assim É que Elas Gostam                  | Ellen Turner                           | Elenco principal | [ 36 ]               |
| 1942 | Nascida para o Mal                       | Roy Timberlake                         | Elenco principal | [ 37 ]               |
| 1943 | Thank Your Lucky Stars                   | Ela mesma                              | Participação | [ 38 ]               |
| 1943 | Princess O'Rourke                        | Princesa Maria / Mary Williams         | Elenco principal | [ 39 ]               |
| 1943 | Government Girl                          | Elizabeth "Smokey" Allard              | Elenco principal | [ 40 ]               |
| 1946 | To Each His Own                          | Josephine "Jody" Norris                | Ganhadora – Oscar de melhor atriz | [ 41 ]               |
| 1946 | Devotion                                 | Charlotte Brontë                       | Elenco principal | [ 42 ]               |
| 1946 | The Well-Groomed Bride                   | Margie Dawson                          | Elenco principal | [ 43 ]               |
| 1946 | The Dark Mirror                          | Theresa "Terry" Collins / Ruth Collins | Elenco principal | [ 44 ]               |
| 1948 | The Snake Pit                            | Virginia Stuart Cunningham             | - Ganhadora – National Board of Review de melhor atriz - Ganhadora – Associação de Críticos de Nova Iorque de melhor atriz - Ganhadora – Coppa Volpi - Indicada – Oscar de melhor atriz | [ 46 ]               |
| 1949 | The Heiress                              | Catherine Sloper                       | - Ganhadora – Oscar de melhor atriz - Ganhadora – Globo de Ouro de melhor atriz em filme dramático - Ganhadora – Associação de Críticos de Nova Iorque de melhor atriz                  | [ 48 ]               |
| 1952 | My Cousin Rachel                         | Rachel Sangalletti Ashley              | Indicada – Globo de Ouro de melhor atriz em filme dramático | [ 49 ]               |
| 1955 | That Lady                                | Ana, Princesa de Eboli                 | Elenco principal | [ 50 ]               |
| 1955 | Not as a Stranger                        | Kristina Hedvigson                     | Elenco principal | [ 51 ]               |
| 1956 | The Ambassador's Daughter                | Joan Fisk                              | Elenco principal | [ 52 ]               |
| 1958 | The Proud Rebel                          | Linnett Moore                          | Elenco principal | [ 53 ]               |
| 1959 | Libel                                    | Lady Margaret Loddon                   | Elenco principal | [ 54 ]               |
| 1962 | Light in the Piazza                      | Meg Johnson                            | Elenco principal | [ 55 ]               |
| 1964 | Lady in a Cage                           | Sra. Cornelia Hilyard                  | Elenco principal | [ 56 ]               |
| 1964 | Com a Maldade na Alma                    | Miriam Deering                         | Elenco principal | [ 57 ]               |
| 1970 | The Adventurers                          | Deborah Hadley                         | Elenco principal | [ 58 ]               |
| 1972 | Pope Joan                                | Madre Superiora                        | Elenco principal | [ 59 ]               |
| 1977 | Airport '77                              | Emily Livingston                       | Elenco principal | [ 60 ]               |
| 1978 | O Enxame                                 | Maureen Schuester                      | Elenco principal | [ 61 ]               |
| 1979 | The Fifth Musketeer                      | Ana da Áustria, Rainha da França       | Participação especial | [ 62 ] [ 63 ] [ 64 ] |
| 2009 | I Remember Better When I Paint           | Narradora                              | Voz | [ 65 ]               |

### Participações menores
| Ano  | Título                               | Papel                     | Notas                                                                      | Ref.  |
| ---- | ------------------------------------ | ------------------------- | -------------------------------------------------------------------------- | ----- |
| 1935 | A Dream Comes True                   | Ela mesma (não-creditada) | Sobre a produção de "A Midsummer Night's Dream".                           | [ 1 ] |
| 1936 | The Making of a Great Motion Picture | Ela mesma (não-creditada) | Sobre a produção de "Anthony Adverse".                                     | [ 1 ] |
| 1937 | A Day at Santa Anita                 | Ela mesma (não-creditada) | Artistas participaram de uma corrida de cavalos em um famoso hipódromo.    | [ 1 ] |
| 1937 | Screen Snapshots: Series 16, No. 10  | Ela mesma                 | Artistas e seus animais de estimação participam de um encontro de natação. |       |
| 1940 | Cavalcade of the Academy Awards      | Ela mesma                 | Destaques de discursos de aceitação para filmes lançados em 1939.          |       |
| 1942 | Breakdowns of 1942                   | Ela mesma (não-creditada) | Jantar anual para a equipe da Warner Bros.                                 |       |
| 1943 | Show Business at War                 | Ela mesma                 | Noticiário sobre a contribuição de Hollywood para a guerra.                |       |

## Televisão
| Ano  | Título                                 | Papel                                            | Notas | Ref.   |
| ---- | -------------------------------------- | ------------------------------------------------ | --- | ------ |
| 1966 | ABC Stage 67                           | Ellie Thompson                                   | Episódio: "Noon Wine" | [ 66 ] |
| 1972 | The Screaming Woman                    | Laura Wynant                                     | Telefilme | [ 1 ]  |
| 1979 | Raízes: Próximas Gerações              | Sra. Warner                                      | Minissérie; 2 episódios | [ 1 ]  |
| 1981 | O Barco do Amor                        | Tia Hilly                                        | Episódio: "Aunt Hilly" | [ 1 ]  |
| 1982 | Murder Is Easy                         | Honoria Waynflete                                | Telefilme | [ 1 ]  |
| 1982 | The Royal Romance of Charles and Diana | Elizabeth, A Rainha Mãe                          | Telefilme | [ 1 ]  |
| 1986 | Norte e Sul: Livro II                  | Sra. Neal                                        | Minissérie; 6 episódios | [ 1 ]  |
| 1986 | Anastasia: The Mistery of Anna         | Maria Feodorovna, Imperatriz Dagmar da Dinamarca | - Ganhadora – Globo de Ouro de melhor atriz coadjuvante em televisão - Indicada — Emmy de melhor atriz coadjuvante em minissérie ou telefilme | [ 1 ]  |
| 1988 | The Woman He Loved                     | Tia Bessie Merryman                              | Telefilme; último papel | [ 1 ]  |

## Aparições na rádio
| Ano  | Rádio                 | Papel           | Episódio                 | Ref.   |
| ---- | --------------------- | --------------- | ------------------------ | ------ |
| 1937 | Lux Radio Theatre     | Arabella Bishop | "O Capitão Blood"        | [ 67 ] |
| 1946 | Academy Award Theater | Ella Bishop     | "Cheers for Miss Bishop" | [ 68 ] |